# چینکوه
چینکوه نام قایق کوچکی است که جوانان ساکن تالاب از آن استفاده می‌کنند. چینکوه همچنین نام فیلمی مستند ساخته سیدحمید موسوی است که درباره ساختن و علاقه جوانان تالاب به این قایق کوچک است.
فیلم چینکوه در جشنواره ملی فیلم مستند میراث نگاه نیز منتخب شد.

## نحوه ساخت
این قایق کوچک توسط صنعتگران در تالاب‌های جنوب کشور در هورالهویزه و تالاب شادگان ساخته می‌شود.